# おむつケーキ

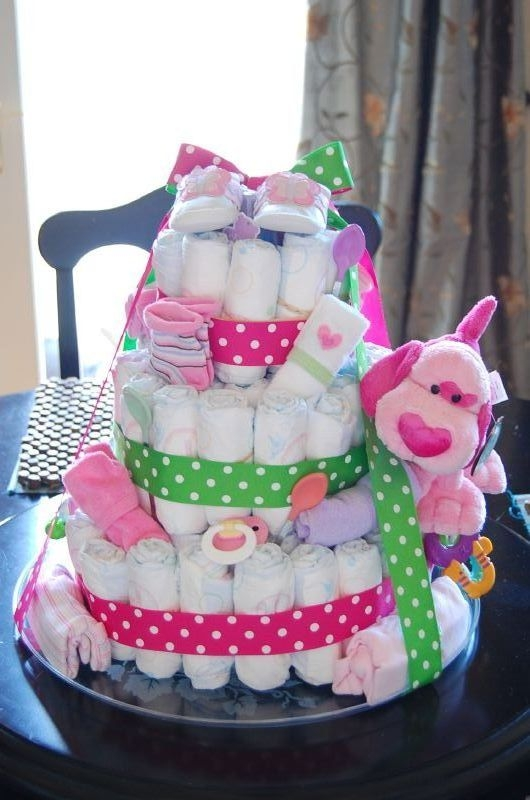
おむつケーキ

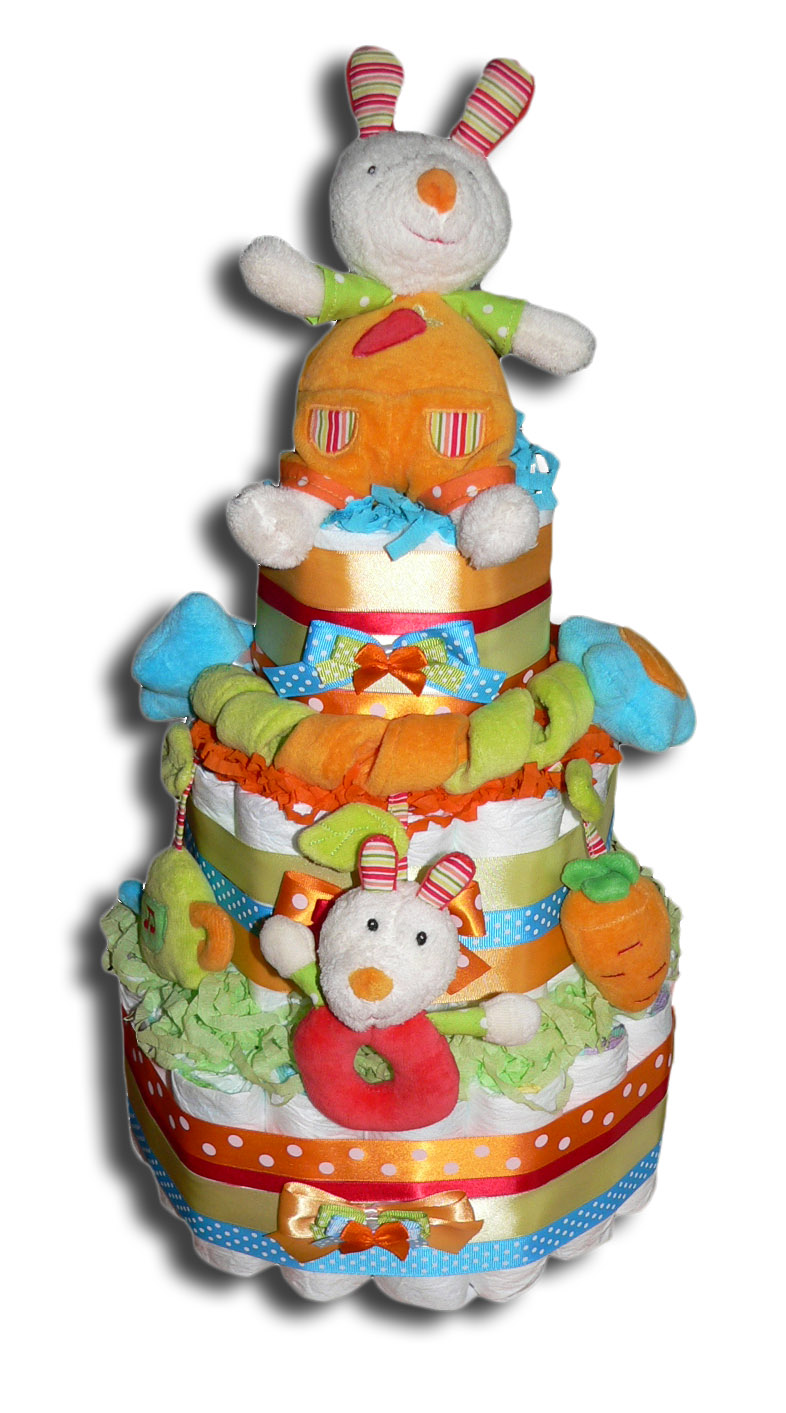
おむつケーキ

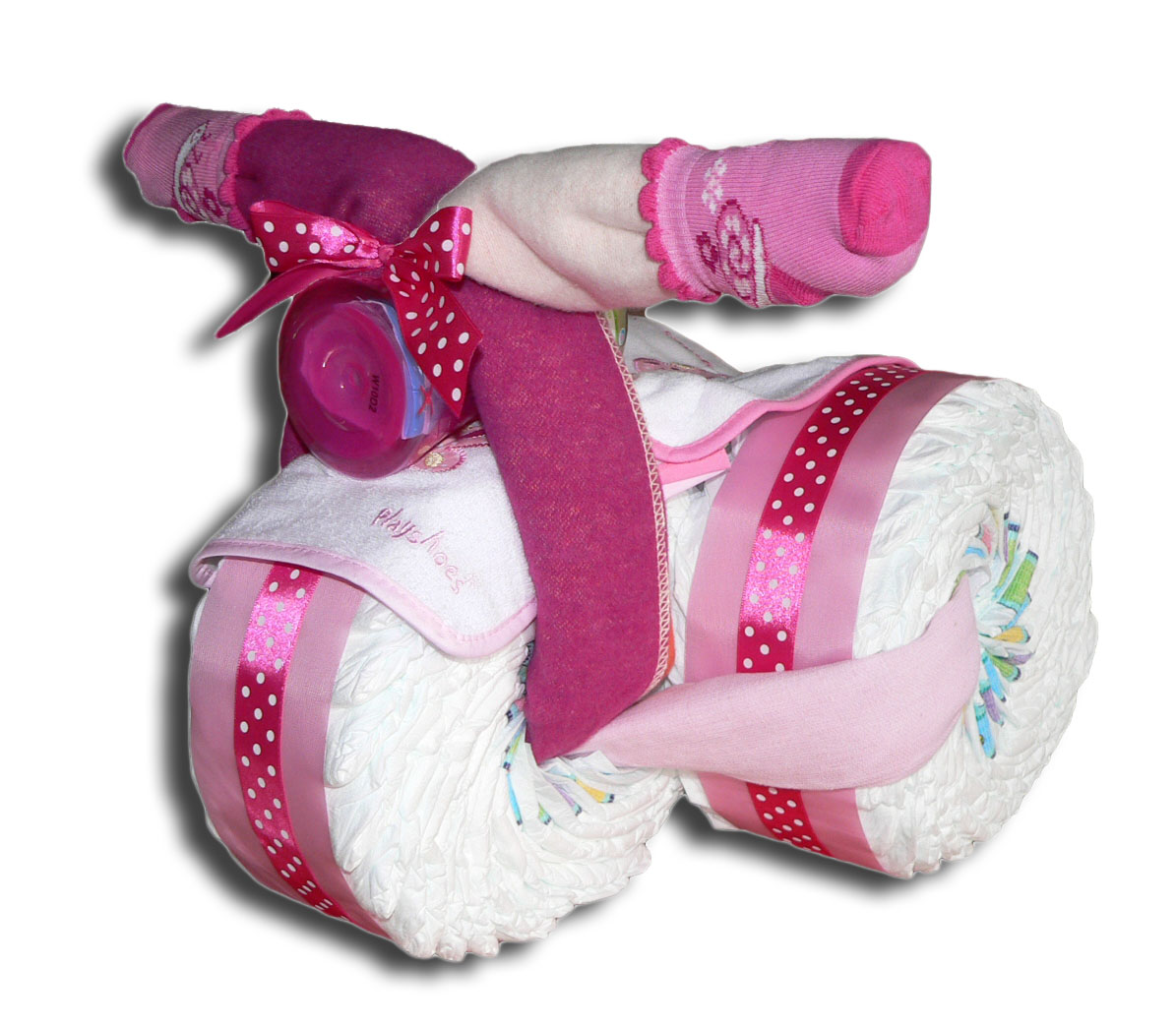
おむつケーキのアレンジ

おむつケーキとは、赤ちゃん用のおむつを束ねて装飾をほどこし、あたかもデコレーションケーキのような見栄えにしたものをいい、赤ちゃんの誕生祝いに際しての贈り物にされることがある。英語の「diaper cake（diaper＝おむつ）」「baby cake」の日本語訳で、ダイパーケーキ、ベイビーケーキともいう。通常は紙おむつで作るが布おむつで作ることもできる。

## 概要
アメリカでは妊婦の友人がホスト役となり、産前にこれから必要なものをシャワーのようにプレゼントする、というベビーシャワーと呼ばれるパーティーを催すことが一般的である。そのパーティー用アイテムとしておむつケーキが誕生した。
アメリカで先に広まっていたが、出産祝いや前祝いのパーティーなどで実用的でかわいらしいとの事で贈り物になること、また日本の産婦人科病院では生花をお祝いに持って行けない病院が多くなってきたためレースやリボン・シルクフラワー・ぬいぐるみなど彩られ赤ちゃんのおむつを束ねたおむつケーキは、日本でも出産祝いの品として普及し、マスコミにも登場するようになった。おむつだけではなく、おもちゃ、子供用のソックス、下着類、よだれかけ、子供用フォークなどを入れることもある。自宅に飾るためのものとしては、病院に持ち込めないような生花などをあしらう場合もある。
おむつケーキは既製品として販売されている他、手芸品として自作される。日本ではおむつケーキを自作するための講習イベント等も開かれている。
ただし、おむつケーキはメーカーの包装を開封し手作業で作るため、他人が触れた防湿されていないおむつをわが子に使うことへの衛生的な不安、おむつのサイズや質感がプレゼントされた赤ちゃんに合うとは限らない、ケーキ解体作業や解体後バラバラになったおむつの片付けに手間がかかるなど、必ずしも歓迎されるとは限らない。

## 生花のおむつケーキ
おむつケーキのアレンジで生花を使ったものがある。これは一部の生花店が考案し、2010年頃から発売されるようになった。湿気が厳禁なおむつの上に、水が必要なフラワーアレンジメントを装飾するため、おむつへの衛生が非常に心配されるが、生花店ならではのアイデアで完全に分離し、安全清潔に使える商品にすることに成功したとされている。

## おむつ寿司

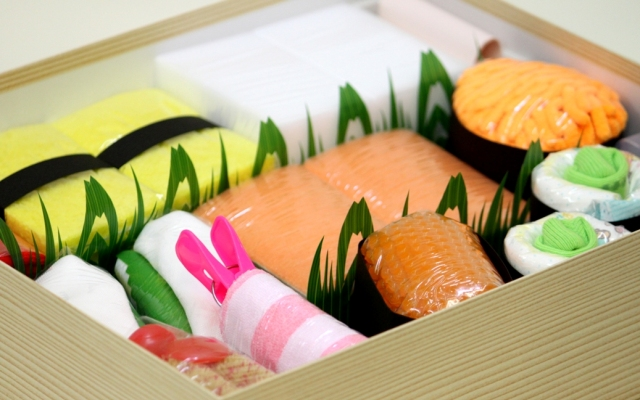
おむつ寿司(梅)

日本版おむつケーキとしておむつ寿司があり、これは育児雑誌出版社ワイヤーオレンジ（現：あわわ）社員の紋田典行が考案し、2012年12月より発売している出産祝いギフトである。寿司をモチーフに、シャリ部分はおむつ、ネタ部分はよだれかけなどの育児グッズを中心に構成されている。今治タオルを用いてマグロ、よだれかけ（スタイ）を用いてエビ、ベビーソックスを用いて鉄火巻き、保冷剤を用いてイクラなどの寿司ネタを模し、バラン・ガリ・折り箱・風呂敷等の付属物も付いている。
また、おむつ寿司の派生品としておむつカレー、おむつバーガーなども登場している。